# Microsoft Dynamics NAV
Microsoft Dynamics NAV (dawniej Navision Attain, Microsoft Navision, Microsoft Business Solutions – Navision) – zintegrowany system informatyczny dla średnich firm, pracujący w środowisku Microsoft Windows.

## Funkcje
System składa się z następujących modułów:
- Planowanie zasobów przedsiębiorstwa (ERP)
- Planowanie zapotrzebowania materiałowego (MRP)
- Zarządzanie relacjami z klientami (CRM)
- Zarządzanie łańcuchem dostaw (SCM)
- E-biznes (B2B)

## Środowisko programistyczne
Rdzeniem systemu jest zintegrowane środowisko programistyczne typu klient/serwer – C/SIDE (Client/Server Integrated Development Environment), które posiada wbudowany język programowania c/al oraz jest spójne z językiem Pascal oraz C++. Środowisko C/SIDE stanowi podstawę techniczną wszystkich funkcji zarządzania biznesem, jakie są dostępne w systemie Microsoft Dynamics NAV. Składa się ono z siedmiu modułów konstrukcyjnych (zwanych typami obiektów). Przy użyciu dostępnych typów obiektów można tworzyć wszystkie obszary aplikacji z zastosowaniem jednorodnego i spójnego interfejsu.
Platformą bazodanową jest Microsoft SQL Server, która dodatkowo pozwala na integrowanie systemu Microsoft Dynamics NAV z innymi aplikacjami. Możliwa jest również instalacja wykorzystująca własny SZBD, zoptymalizowany do zastosowań ERP, charakteryzujący się dużą prostotą obsługi, niewielkimi wymogami sprzętowymi i doskonałą stabilnością.

## Rozwiązania branżowe
Od samego początku przyjęto założenie, że Microsoft Dynamics NAV będzie systemem ogólnego zastosowania w zakresie (ERP). Natomiast dla specyficznych wymagań Klientów partnerzy Microsoft Dynamics będą tworzyć rozwiązania branżowe wykorzystując narzędzia i platformę rozwoju wbudowane w system. Do dzisiaj powstało ponad 2000 takich rozwiązań. Do warunków polskich (tłumaczenie + dostosowanie do przepisów prawa) zostały dostosowane następujące rozwiązania:
- LS Retail – rozwiązanie do zarządzania siecią sklepów i sprzedażą detaliczną (w Polsce sieć sklepów Sizeer, Timberland, Umbro, Wistula & Wólczanka, Monton, Converse) – używana ponad 40000 sklepów w 130 krajach
- incadea – rozwiązanie do zarządzania siecią dealerów pojazdów (sieć dealerów BMW, DAF, Komatsu) – ponad 40000 użytkowników w 48 krajach
- Pharmaceutica & Life Sciences – pierwsze polskie, zwalidowane rozwiązanie dla branży farmaceutycznej zgodne z wymaganiami dobrej praktyki wytwarzania (GMP) oraz GAMP 5. Rozwiązanie to zostało stworzone przez wrocławską firmę informatyczną PROBIT, która specjalizuje się branży farmaceutycznej i kosmetycznej[2].
- TECTURA Life Sciences – rozwiązanie wspomagające zarządzanie produkcją w branży farmaceutycznej, kosmetycznej i spożywczej, na przykład procesami tak kluczowymi w tych gałęziach, jak kontrola jakości, numery seryjne i partie
- TECTURA Process Manufacturing – rozwiązanie zwiększające możliwości zarządzania produkcją w branży elektronicznej, tworzyw sztucznych i chemicznej
- TECTURA Configure to Order – rozwiązanie stworzone z myślą o przedsiębiorstwach z branży produkcyjnej, mechanicznej i inżynieryjnej, w tym o firmach zajmujących się produkcją specjalistycznych pojazdów, dźwigów i sprzętu.
- NaviTrans – rozwiązanie stworzone z myślą o branży logistycznej. Zawiera w sobie obsługę procesów transportowych, spedycyjnych z uwzględnieniem transportu drogowego, morskiego, lotniczego, rzecznego. Można łączyć transporty razem w transport multimodalny. Moduł obsługuje procesy logistycznych magazynów wysokiego składowania, a także dystrybucji towarów

## Rozwiązania dodatkowe
Wśród ponad 4000 certyfikowanych rozwiązań dodatkowych, napisanych przez partnerów Microsoft Dynamics na całym świecie, są również rozwiązania, które rozszerzają funkcjonalność systemu dla wszystkich użytkowników. Można wymienić kilka przykładów:
- skanowanie dokumentów oraz ich digitalizacja (OCR) – dzięki temu rozwiązaniu system automatycznie tworzy odpowiednie dokumenty bez potrzeby wprowadzania ich ręcznie np. faktury zakupu.
- zarządzanie obiegiem dokumentów – rozwiązanie to rozszerza możliwości standardowego obiegu dokumentów w systemie o możliwość indywidualnego budowania ścieżek decyzji.
- elektroniczna wymiana danych (EDI) – rozwiązanie pozwalające importować i eksportować pliki XML zgodnie ze standardem Comarch EDI (ECOD), czy EDIFACT.
- obsługa sprzedaży mobilnej – aplikacja na urządzenia mobilne, która jest w pełni zintegrowana z systemem Microsoft Dynamics NAV.
- portal B2B dla klientów i dostawców – możliwość udostępnienia danych handlowych dla dostawców lub klientów przez przeglądarkę www.

## Historia systemu
- 1986 – duńska firma Navision Software debiutuje na rynku oprogramowania finansowo-księgowego opracowując system Navigator 1.0
- 1991 – zmiana nazwy systemu na Navision
- 1994 – Navision Financials 1.1 – pierwsza wersja z graficznym interfejsem użytkownika, przeznaczona dla systemu Windows 95
- 1999 – Navision Financials PL 2.00 – pierwsza w pełni polska wersja systemu, będąca przez wiele lat wzorem dzięki pomijalnej liczbie błędów i problemów ze stabilnością
- 1999 – powstanie polskiego oddziału firmy Navision Software
- 2001 – Navision Attain 3.10 – zmiana nazwy systemu i sporo nowości funkcjonalnych (zintegrowany moduł produkcyjny, wielojęzyczność, CRM itd.)
- 2002 – właścicielem systemu zostaje Microsoft – zmiana nazwy na Microsoft Business Solutions-Navision
- 2006 – Microsoft ujednolica nazewnictwo swoich produktów i zmienia nazwę systemu na Microsoft Dynamics NAV
- 2010 – wejście na rynek najnowszej wersji systemu Microsoft Dynamics NAV 2009
- listopad 2012 – światowa premiera Microsoft Dynamics NAV 2013[3]
- 17 czerwca 2013 – premiera polskiej wersji systemu Microsoft Dynamics NAV 2013[4]
- 2014 – wejście na rynek wersji Microsoft Dynamics NAV 2013 R2[5]
- 2015 – premiera wersji Microsoft Dynamics NAV 2015[6]
- 2016 – premiera wersji Microsoft Dynamics NAV 2016[7]
- 2017 – premiera wersji Microsoft Dynamics NAV 2017
- 2018 – wprowadzenie wersji Microsoft Dynamics 365 Business Central[8]

## Rozwój
W chwili obecnej najnowsze systemy klasy ERP takie jak Microsoft Dynamics, posiadają swoją platformę rozwoju aplikacji i logiki biznesowej. Oznacza to odejście od struktury modułowej w kierunku spójnego systemu ze zbiorem funkcjonalności. Inaczej mówiąc system ERP to jedna całość – nie ma modułów – nie ma integracji. Jest to zbiór funkcjonalności połączonych ze sobą. Zaletą takiej struktury jest wydajność, szybkość działania, pełne współdzielenie informacji (danych) w czasie rzeczywistym. Dzięki temu najnowsze wersje systemów ERP mają również wbudowane narzędzia analityczne typu Business Intelligence – nie wymagają one dodatkowych integracji i wymiany danych.
Jest to również zgodne z procesowym podejściem do działania przedsiębiorstwa. Dział zakupów korzysta z wiedzy (informacji) z działu magazynu (kartoteki, stany magazynowe, powierzchnia magazynowa), często również z działu sprzedaży (rotacja towaru, zapotrzebowanie, zamówienia klientów) i działu produkcji (zapotrzebowanie materiałowe MRP). Dział magazynu korzysta z wiedzy działu zakupów (daty dostawy, ilości). Dział sprzedaży korzysta z wiedzy działu księgowego (rozliczenia, kredyty kupieckie, rentowność) – itd.
Microsoft poszedł o krok dalej – przeprowadził badania z użytkownikami swoich produktów tak, aby poznać ich zachowania i potrzeby. Wynikiem badań są najnowsze wersje produktów (Microsoft Dynamics NAV 2009 i Microsoft Dynamics AX 2009). Charakteryzują się one wbudowanymi rolami użytkowników oraz tzw. centrum użytkownika (role center). Dzięki temu każdy użytkownik wybiera swoją rolę, a system dopasuje się do jego zakresu obowiązków. Oczywiście w każdym momencie można zwiększyć lub zmniejszyć ilość widzianych informacji, uprawnień, funkcjonalności. Korzyścią jest zmniejszenie kosztów szkoleń i wdrożenia.
Od wersji Dynamics NAV 2015 widać kolejną ewolucję systemów ERP produkowanych przez Microsoft. Objawia się ona przeniesieniem całej infrastruktury do chmury obliczeniowej, np. Microsoft Azure. Dodatkowo w produktach Microsoft Dynamics jest to również integracja z pakietem Microsoft Office 365.
W maju 2015 roku miała miejsce premiera produktu NAV365, który jest połączeniem 3 rozwiązań Microsoftu: Microsoft Dynamics NAV + Microsoft Office 365 + Microsoft Azure.
Wersja Microsoft Dynamics NAV 2017 opiera się na pogłębieniu integracji produktów Microsoft. W najnowszej wersji pojawiło się sporo nowości jak wtyczka do Microsoft Outlook, Cortana Intelligence, wbudowany widok Power BI, szablony e-mail. Dodatkowo, rozbudowano wiele możliwości. Nastąpiła rozbudowa obszaru CRM, finansów, zapasów, zleceń oraz uproszczono ustawienia i konfigurację.

## Polska wersja systemu
Od 2013 roku partnerem przy polonizacji i dostosowaniu systemu Microsoft Dynamics NAV do warunków polskich została firma IT.integro. Wynikiem współpracy firmy Microsoft oraz IT.integro jest certyfikacja systemu przez firmę audytorską BDO. Dodatkowo system uzyskał opinię o innowacyjności wydaną przez Instytut Badań Stosowanych Politechniki Warszawskiej.

## Microsoft Sure Step
Microsoft Sure Step to metodyka projektowego wdrażania zintegrowany system informatyczny firmy Microsoft takich jak:
- Microsoft Dynamics AX
- Microsoft Dynamics NAV
- Microsoft Dynamics CRM

Składa się z 6 głównych faz/etapów oraz 2 dodatkowych do optymalizacji i podnoszenia wersji (upgrade).
Zastosowanie metodyki wdrożeniowej Microsoft Sure Step pozwala firmom poszerzyć wiedzę o projekcie i lepiej go kontrolować.